# Донато, Эдгардо
Эдгардо Фелипе Валерио Донато (исп. Edgardo Felipe Valerio Donato) (14 апреля 1897, Буэнос-Айрес, Аргентина — 15 февраля 1963, там же) — уругвайский музыкант (скрипач, дирижёр, композитор).

## Семья
Родился в семье итальянских иммигрантов Эгильды Карфанья и Эрнесто Донато.
У пары было девятеро детей, трое из которых стали музыкантами.

## Биография
Эдгардо был ребёнком, когда его семья переехала жить в Монтевидео.
Занимался музыкой с восьми лет сначала у своего отца, а затем в Консерватории Ференца Листа в классе Камило Джуччи.

## Авторство
Стал автором многочисленных произведений, в том числе танго A media luz («В полумраке»), сочинённого в 1925 году и ставшего одним из самых популярных танго в мире.